# 1991 RA1
1991 RA1 är en asteroid i huvudbältet, som upptäcktes den 10 september 1991 av den japanske amatörastronomen Atsushi Sugie i Dynic-observatoriet.
Asteroiden har en diameter på ungefär 5 kilometer och den tillhör asteroidgruppen Eunomia.